# Edward Listos
Edward Listos (ur. 13 lutego 1944, zm. 17 sierpnia 2000) – polski trener lekkiej atletyki, pracownik Akademii Wychowania Fizycznego we Wrocławiu.

## Życiorys
Był absolwentem Wyższej Szkoły Wychowania Fizycznego we Wrocławiu, trenował biegi długie jako zawodnik AZS Wrocław, jego pierwszym trenerem był Jan Bąkowski. W swoim najlepszym starcie na mistrzostwach Polski seniorów zajął 7. miejsce w 1970 w biegu na 5000 metrów.
Był jednym z wyróżniających się trenerów lekkoatletyki na Dolnym Śląsku w latach 80. i 90 XX wieku. Jego zawodnikami byli m.in. Ewa Głódź, Ewa Dębska, Andrzej Zahorski, Sebastian Miller, Anna Zagórska i Waldemar Glinka.
Zawodowo był związany z Akademią Wychowania Fizycznego we Wrocławiu, gdzie pracował w Katedrze Lekkoatletyki, był kierownikiem Zakładu Lekkoatletycznych Konkurencji Biegowych. W 1979 obronił pracę doktorską Fizjologiczne kryteria oceny wpływu treningu sportowego na organizm zawodników uprawiających biegi średnie.
Od 2001 we Wrocławiu rozgrywany był Memoriał im. Edwarda Listosa, 20. edycja tych zawodów odbyła się w 2020 w Oleśnicy jako 20. Memoriał Edwarda Listosa i 1. Memoriał Wiesława Kiryka.